# London Post Office Railway

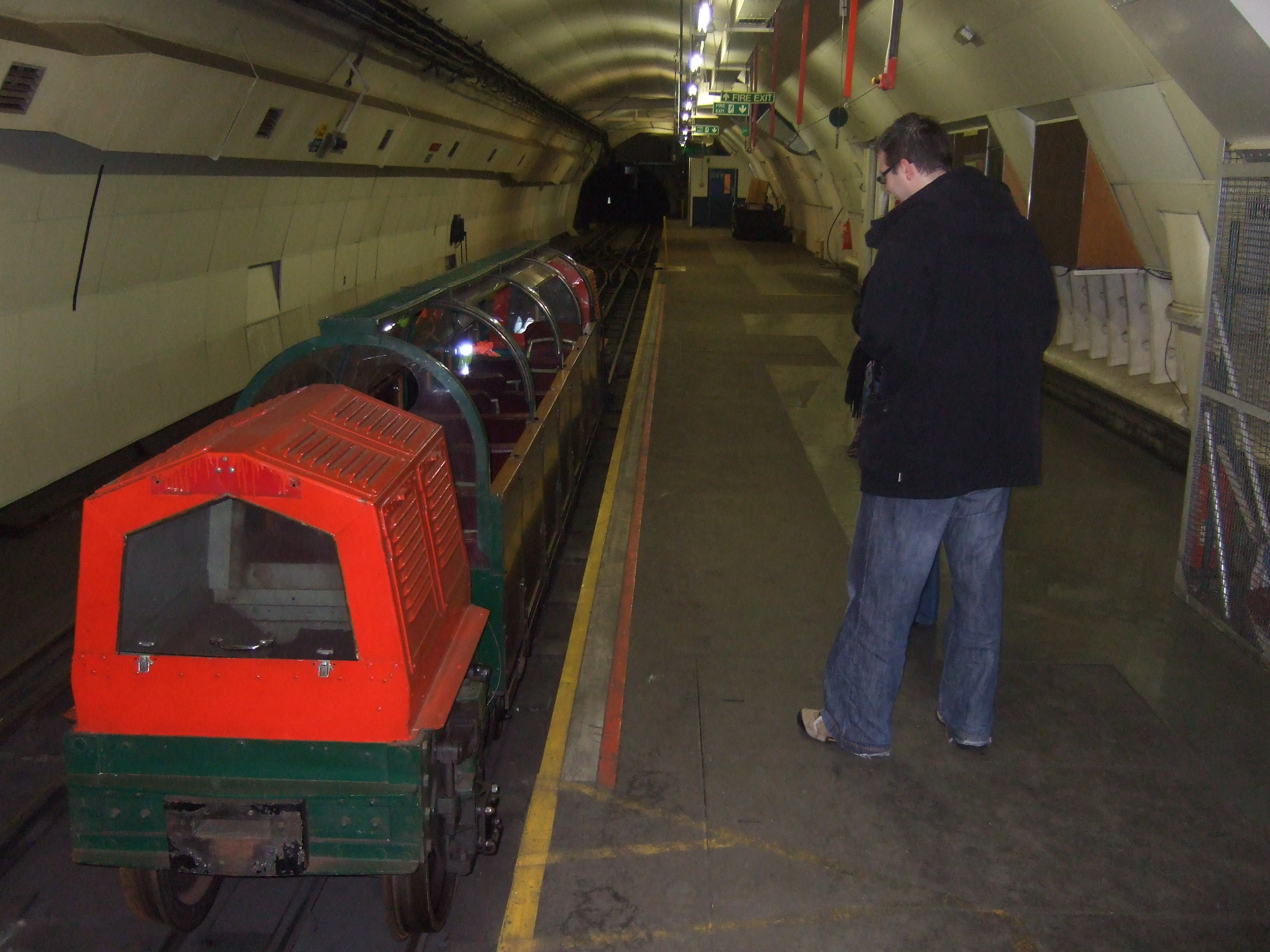
London Post Office Railway.

Le London Post Office Railway, également connu sous le nom de Mail Rail depuis 1987, est une ligne spéciale du métro de Londres à voie étroite, sans conducteur, qui est construite par le General Post Office (GPO) avec l'aide de l'Underground Electric Railways Company pour acheminer le courrier entre plusieurs bureaux de tri du courrier.
Inspirée par un système équivalent de Chicago, elle fonctionne de 1927 à 2003. Un musée dans l'ancienne voie ferrée est ouvert depuis septembre 2017.

## Géographie
La ligne reliat le Paddington Head District Sorting Office à l'ouest au Eastern Head District Sorting Office à Whitechapel à l'est, soit une distance de 6,5 miles (10,5 km). Elle comptait huit stations, dont la plus grande se trouvait sous Mount Pleasant, mais en 2003, seules trois stations étaient encore utilisées, car les bureaux de tri situés au-dessus des autres stations avaient été déplacés.

## Histoire

### Utilisation
En 1911, un plan a été élaboré pour construire un chemin de fer souterrain de 6,5 milles (10,5 km) de long de Paddington à Whitechapel desservant les principaux centres de tri le long du parcours ; la congestion du trafic routier provoquait des retards inacceptables. Le contrat de construction des tunnels a été remporté par John Mowlem and Co. La construction des tunnels a commencé en février 1915 à partir d'une série de puits. La plus grande partie de la ligne a été construite en utilisant le système de tunnelier Greathead, avec peu de minage manuelles pour les tunnels de connexion aux stations.

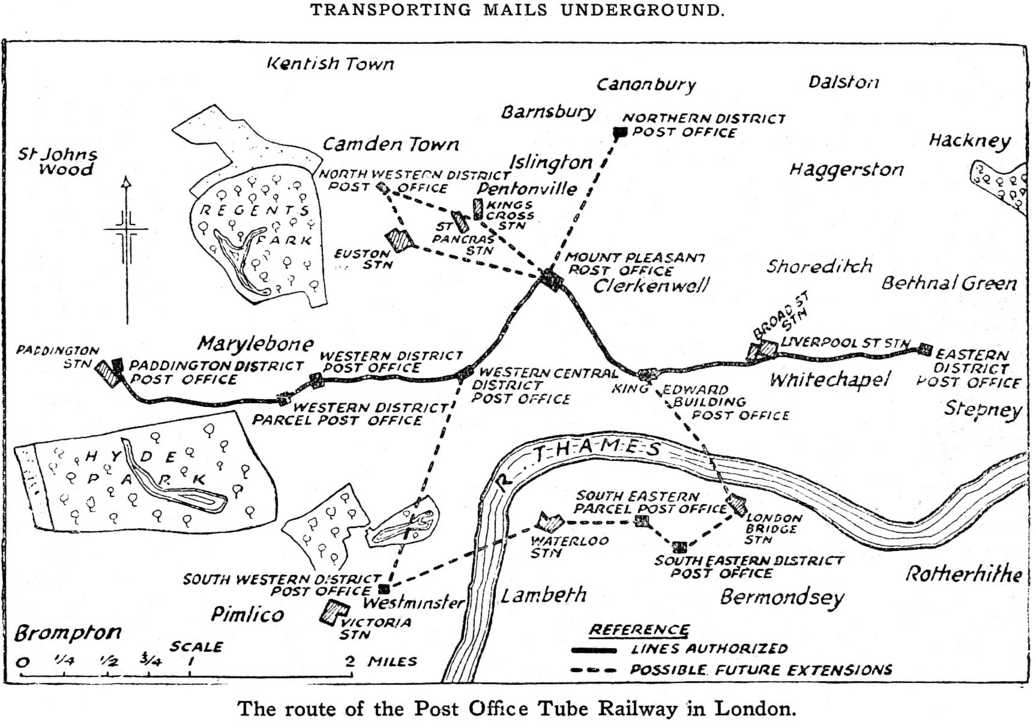
Plan du London Post Office Railway Map

La ligne principale comporte un seul tunnel de 9 pieds (2,7 m) de diamètre à deux voies. Juste avant les stations, les tunnels divergent en deux tunnels à voie unique de 7 pieds (2,1 m) de diamètre menant à deux tunnels de station parallèles de 25 pieds (7,6 m) de diamètre. Le tunnel principal se trouve à une profondeur d'environ 70 pieds (21 m). Les stations se trouvent à une profondeur beaucoup plus faible, avec une pente de 1 sur 20 dans les stations. Ces pentes permettent de ralentir les trains à l'approche des stations et de les accélérer à leur départ. Il y a également moins de distance à parcourir pour transporter le courrier des stations à la surface. À Oxford Circus, le tunnel est proche de celui de la Bakerloo line du métro de Londres.
En 1917, les travaux sont suspendus en raison de la pénurie de main-d'œuvre et de matériaux. En juin 1924, la pose des voies a commencé. En février 1927, la première section, entre Paddington et le West Central District Office, a été mise à disposition pour la formation. La ligne est devenue disponible pour les colis postaux de Noël en 1927 et les lettres ont été transportées à partir de février 1928.
En 1954, des plans ont été élaborés pour un nouveau bureau du district ouest à Rathbone Place, qui a nécessité une déviation, et qui a ouvert en 1958,, Ce n'est que le 3 août 1965 que la nouvelle gare et le nouveau bureau ont été ouverts par le Postmaster General, Tony Benn. La section désaffectée a été utilisée comme tunnel de stockage ; certaines parties ont encore la voie en position.

### Fermeture
Un communiqué de presse diffusé par la Royal Mail en avril 2003 annonçait que le chemin de fer serait fermé et mis en sommeil à la fin du mois de mai de la même année. la Royal Mail avait auparavant déclaré que l'utilisation du chemin de fer était cinq fois plus coûteuse que l'utilisation du transport routier pour la même tâche. Le Syndicat des travailleurs de la communication (Communication Workers Union) a affirmé que le chiffre réel était plus proche de trois fois plus cher, mais a soutenu que c'était le résultat d'une politique délibérée d'exploitation du chemin de fer et de son utilisation à seulement un tiers de sa capacité. Un rapport gouvernemental local de la Greater London Authority s'est prononcé en faveur de la poursuite de l'utilisation et a critiqué l'augmentation du nombre de camions sur les routes, estimée à 80 camions supplémentaires par semaine. Le chemin de fer a été fermé le 31 mai 2003,.
En avril 2011, un groupe d'exploration urbaine appelé "Consolidation Crew" a publié des récits d'accès illicite aux tunnels. Des photographies et des textes détaillés ont révélé que le chemin de fer est encore largement en bon état, malgré une certaine dégradation naturelle,. Plus récemment, les médias ont été admis dans les tunnels dans le cadre de la publicité de pré-lancement du Musée de la poste. Des photographies montrent une grande partie de l'infrastructure en place.
Une équipe de l'université de Cambridge a étudié un court tronçon à double voie inutilisé près de la gare de Liverpool Street, quelque deux mètres au dessus d'un tunnel nouveau pour le Crossrail. L'étude vise à déterminer comment les sections de revêtement en fonte d'origine, similaires à celles utilisées pour de nombreux kilomètres de voies ferrées sous Londres, résistent aux éventuelles déformations et mouvements de sol causés par les nouveaux travaux. Des caméras numériques, des capteurs de déformation à fibre optique, des scanners laser et d'autres instruments peu coûteux, qui produisent des rapports en temps réel, ont été installés dans le tunnel libéré. En plus de fournir des informations sur le comportement des anciens matériaux de construction, le projet peut également fournir une alerte précoce si les nouveaux forages créent des mouvements de sol dangereux.

### Réaménagement et conservation

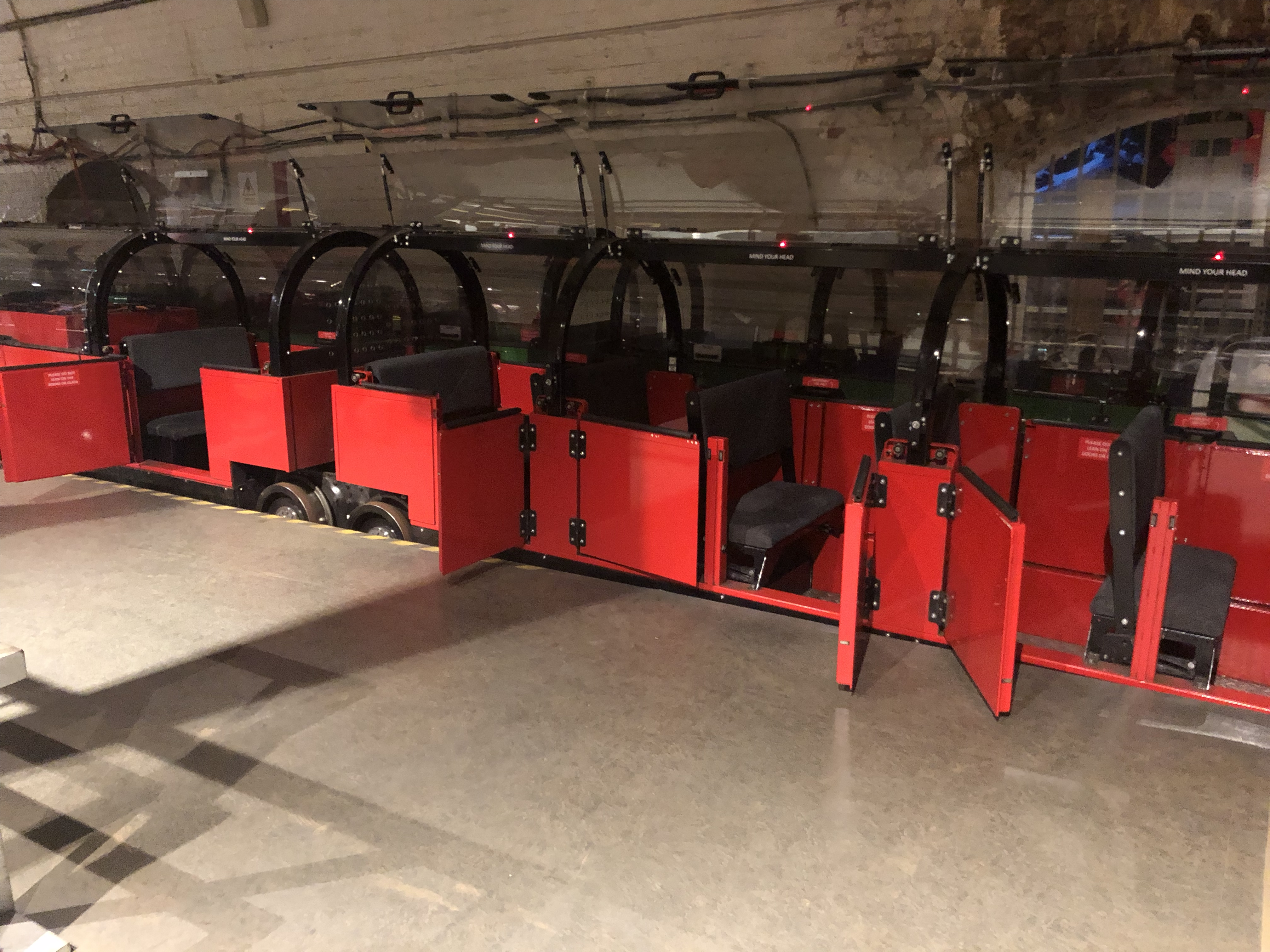
Visite des wagons au The British Postal Museum & Archive.

En octobre 2013, le British Postal Museum & Archive a annoncé son intention d'ouvrir une partie du réseau au public,. Après l'approbation de l'Islington Council, les travaux du nouveau musée et du chemin de fer ont commencé en 2014 Des trains touristiques spéciaux ont été installés fin 2016. Il était prévu d'ouvrir un itinéraire circulaire, passant sous le dépôt de Mount Pleasant avec un temps de trajet d'environ 15 minutes, à la mi-2017,,. Le musée a ouvert le 5 septembre.
Au cours de sa première année d'exploitation (2017-2018), les trains ont effectué 9 000 voyages totalisant 10 000 km, le chemin de fer et le musée ayant accueilli plus de 198 000 visiteurs.

## Matériel roulant

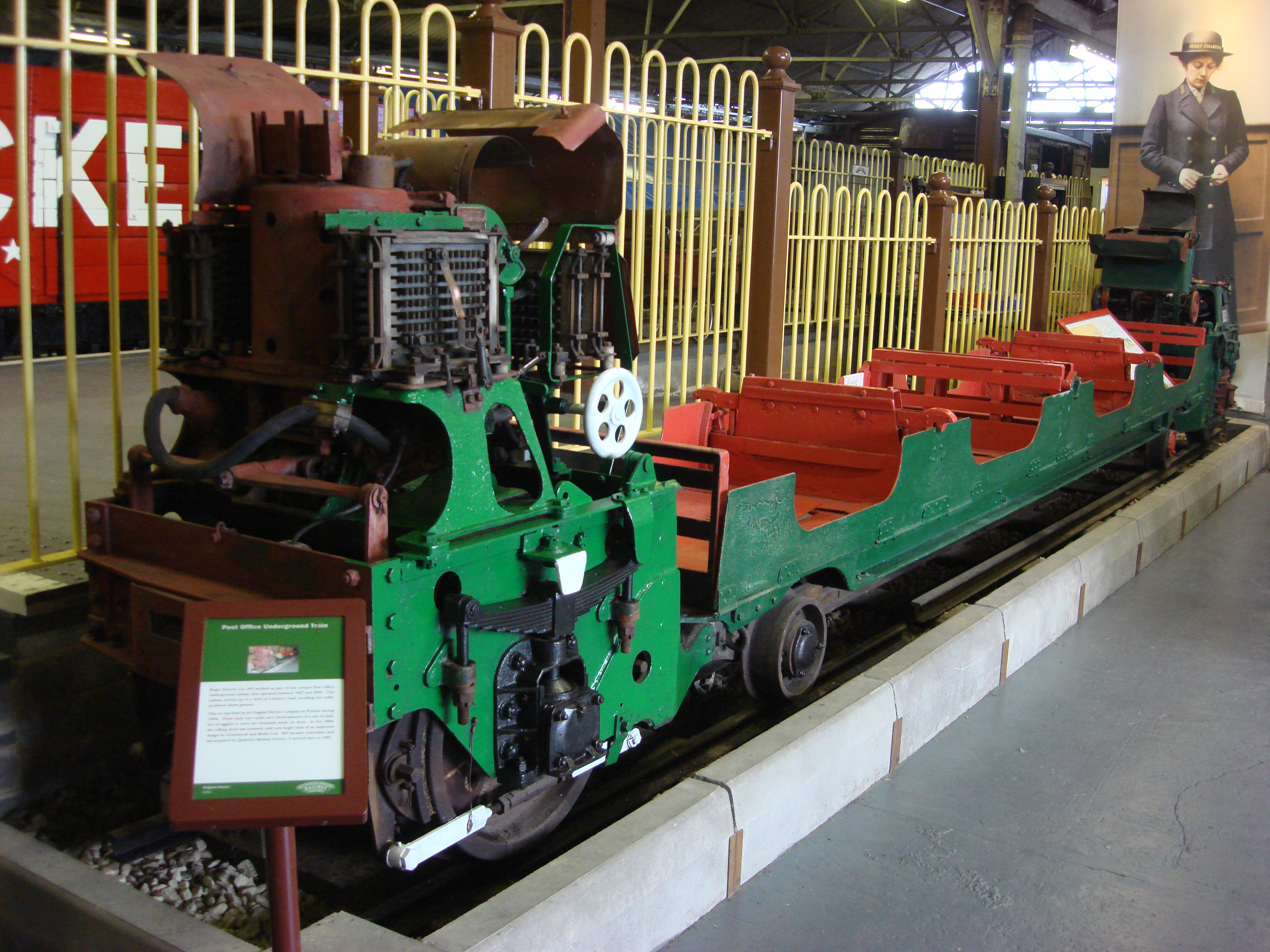
1930 Stock Car No. 803 au Buckinghamshire Railway Centre

Le premier matériel roulant a été livré en 1926, lors de l'ouverture du système. Tout le matériel utilisé était électrique.

### Locomotives électriques
- 1926 Electric Locomotives — Locomotives originales

### Unités électriques
- 1927 Stock — Matériel original
- 1930 & 1936 Stock — Matériel de remplacement pour le 1927 Stock
- 1962 Stock — Prototype
- 1980 Stock — Matériel de remplacement